# Acanthomytilus imperatae
Acanthomytilus imperatae är en insektsart som först beskrevs av Kuwana 1931.  Acanthomytilus imperatae ingår i släktet Acanthomytilus och familjen pansarsköldlöss. Inga underarter finns listade i Catalogue of Life.